# Sage Rosenfels
Sage Rosenfels (Maquoketa, 6 marzo 1978) è un ex giocatore di football americano statunitense che ha giocato nel ruolo di quarterback nella National Football League (NFL). Fu scelto nel corso del quarto giro (109º assoluto) del Draft NFL 2001 dai Washington Redskins. Al college ha giocato a football all’Iowa State University.

## Carriera professionistica
Rosenfels fu scelto nel corso del quarto giro del Draft 2001 dai Washington Redskins. Nella sua stagione da rookie non scese mai in campo e nella successiva fu scambiato coi Miami Dolphins. Nel 2005, Rosenfels guidò Miami alla maggior rimonta dal 1974, quando entrò nella gara della settimana 13 contro i Buffalo Bills nel terzo quarto al posto dell'infortunato Gus Frerotte, coi Dolphins in svantaggio 23–3. Rosenfels guidò a la squadra e segnare in 4 drive nel quarto periodo, passando 272 yard e 2 touchdown, battendo i Bills, 24–23. Due settimane dopo, entrato dopo l'intervallo, guidò la squadra a un'altra vittoria in rimonta contro i New York Jets.
Passato ai Texans nel 2007, nella gara contro i Tennessee Titans entrò dalla panchina e pareggiò il record NFL passando quattro touchdown nel quarto periodo di gioco, riuscendo quasi a guidare la squadra alla vittoria dopo essere entrato coi Texans in svantaggio di 25 punti. In tre stagioni trascorse a Houston, il suo record come titolare fu di 6 vittorie e 4 sconfitte.
Nel 2009 Rosenfels passò ai Minnesota Vikings ma fu relegato al ruolo di terzo quarterback dietro Brett Favre e Tarvaris Jackson. La stagione seguente passò ai New York Giants come riserva di Eli Manning, giocando anche come holder nei tentativi di kickoff ed extra-point. Il 4 ottobre 2011 fu svincolato dai Giants e fece ritorno ai Dolphins ma a causa degli infortuni fu svincolato nel dicembre dello stesso anno. Il giorno successivo tornò a firmare per i Vikings. Fu svincolato il 31 agosto 2012.

## Vittorie e premi
Nessuno

## Statistiche
| Partite totali      | 44    |
| Partite da titolare | 12    |
| Yard passate        | 4.156 |
| Touchdown           | 30    |
| Intercetti          | 29    |
| Passer rating       | 81,2  |

Statistiche aggiornate alla stagione 2012